# Ительменская мифология
Ительменская мифология — мифология ительменов, малочисленного народа, проживающего на Камчатке. Включает космогонические мифы и сказки о взаимодействии с потусторонним миром. Центральный мифологический герой — Кутх, творец всего сущего, имеющий семью и многочисленных потомков.
Первые сказания ительменов записывали С. П. Крашенинников и Г. В. Стеллер во времена Великой Северной экспедиции. Наибольшее же количество фольклорных рассказов записал российский-советский этнограф В. И. Иохельсон.